# الاداکاتی (کی‌ام)
الاداکاتی (کی‌ام) (به انگلیسی: Aladakatti (K.M.)) یک منطقهٔ مسکونی در هند است که در کارناتاکا واقع شده‌است.